# X Alfonso
X Alfonso   (l'Havana, 13 de setembre de 1972) Equis Alfonso, és un músic cubà de hip-hop i afro-rock, que va tocar amb Audioslave en un concert a l'Havana el 7 de maig de 2005 a la "Tribuna Anti-imperialista".

## Biografia
Va créixer en un ambient de família de músics, i va iniciar els seus estudis musicals als set anys a l’Escuela de Música elemental "Manuel Saumell" fent l'especialitat de piano. Posteriorment va cursar els estudis de nivell mitjà a l’Escuela Superior de Arte (E.N.A.), que va acabar el 1990. Va començar al món de la música professional amb el grup musical Síntesis, dirigit pels seus pares.
El seu primer disc en solitari va ser Mundo Real (2000) i va ser pre-nominat pels Premis Grammy Llatins d'aquell mateix any. El 2001 va aparèixer el seu segon disc X Moré, amb la col·laboració dels grups Síntesis i Free Hole Negros. Amb Civilización (2004), va rebre el Premio Cubadisco 2004, com a homenatge al millor disc de l'any de la música cubana. Amb la banda sonora de la pel·lícula Habana Blues va aconseguir fama internacional i un premi Goya a la millor música internacional a la XX edició d'aquests premis.